# ماركوس جي. سميث
ماركوس جي. سميث (بالإنجليزية: Marcus G. Smith)‏ هو شخصية أعمال أمريكي، ولد في 1973.